# 总督夫人宫
总督夫人宫是西班牙加泰羅尼亞巴塞羅那的一座建築，位於著名的蘭布拉大道上。現在总督夫人宫是市議會文化研究所的所在地，並舉辦各類臨時藝術展覽和文化活動。該建築修建於1772年至1778年之間。

## 外部連結
- （文）—Official Palau de la Virreina (Virreina Palace) website （页面存档备份，存于）